# Adel Sebil
Adel Sebil (Arabic:عادل سبيل) (sinh ngày 1 tháng 2 năm 1998) là một cầu thủ bóng đá người Các Tiểu vương quốc Ả Rập Thống nhất. Hiện tại anh thi đấu cho Shabab Al-Ahli.